# Atak rakietowy na Zagrzeb (1995)
Atak rakietowy na Zagrzeb (serb.-chorw. Raketiranje Zagreba / Ракетирање Загреба) – dwukrotny ostrzał rakietowy Zagrzebia przeprowadzony 2 i 3 maja 1995 r., podczas wojny w Chorwacji, przez Armię Republiki Serbskiej Krajiny (SVK) pod dowództwem Milana Marticia, uznanego później m.in. za ten atak za zbrodniarza wojennego przez Międzynarodowy Trybunał Karny dla byłej Jugosławii. 

## Tło i przygotowania do ataku
W godzinach porannych, 1 maja 1995 r., Armia Chorwacka (HV) rozpoczęła Operację Błysk w Zachodniej Slawonii – części Republiki Serbskiej Krajiny (RSK). Ofensywa zakończyła się 4 maja utratą przez RSK (po raz pierwszy od 3 lat) kontroli nad obszarem Zachodniej Slawonii. Z przejętych terenów uciekła duża część serbskiej ludności.
1 maja,  ok. godz. 13:00, Milan Čeleketić (szef sztabu Armii RSK) wydał rozkaz ostrzału artyleryjskiego miasta Sisak, niedaleko Zagrzebia. Ok. godz. 17:00 rozkaz został wykonany. Tego samego dnia Čeleketić rozdysponował wyrzutnie rakietowe M-87 Orkan z rejonu Kninu do, znajdującej się 50 km na południe od Zagrzebia, miejscowości Vojnić. Jednostki zajęły swoje pozycje ok. godz. 14:00.

## Atak

### Pierwszy ostrzał rakietowy

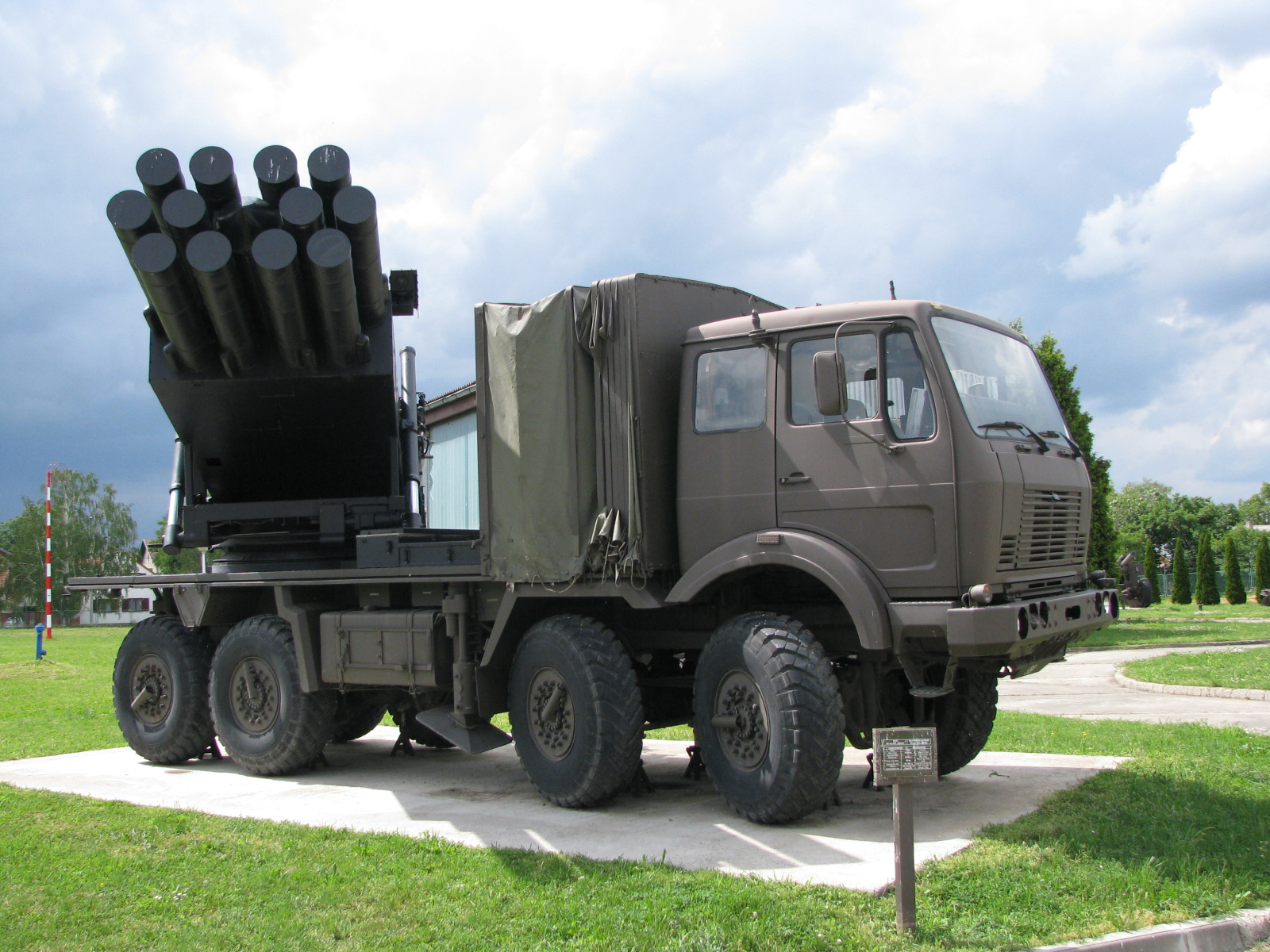
Wyrzutnia M-87 Orkan

Ok. godz. 10:25, 2 maja 1995 r., kilka wyrzutni M-87 Orkan bez ostrzeżenia zaatakowało stolicę Chorwacji – Zagrzeb. Naoczni świadkowie mówili o 3 rakietach w centrum miasta i 3 na jego obrzeżach. Trafione zostały liczne cele cywilne m.in. ul. Stara Vlaška, pl. Josipa Juraja Strossmayera, ul. Križanićeva, domy mieszkalne, szkoła, tramwaj, wieś Plešo i znajdujący się na jej obszarze port lotniczy. Wiele samochodów uległo spaleniu. Życie straciło 5 cywilów, a co najmniej 160 zostało poważnie rannych.

### Drugi ostrzał rakietowy
Ok. godz. 12:10, 3 maja 1995 r., Zagrzeb został ponownie ostrzelany przez serbskie wyrzutnie Orkan. Tym razem świadkowie widzieli 2 rakiety w centrum miasta i 3 w okolicy. Trafiona została m.in. ul. Klaićeva, ul. Medulićeva, ul. Ilica, Chorwacki Teatr Narodowy (obrażenia odnieśli ukraińscy, rosyjscy i brytyjscy baletnicy) oraz szpital dziecięcy. W wyniku tego ataku życie straciło 2 cywilów, a 54 odniosło obrażenia.

### Wyrzutnie rakietowe
Wyrzutnie M-87 Orkan użyte do przeprowadzenia obu ataków wyposażone były w niekierowane pociski rakietowe z amunicją kasetową. Głowica każdego pocisku zawierała 288 szt. bomb odłamkowych, które uwalniała na wysokości ok. 1000 m nad celem. Każda wypuszczona bomba, pod wpływem uderzenia, detonowała wypuszczając 420 stalowych kulek, rażąc obszar do 10 m. Każda rakieta przenosiła ok. 120 tys. takich kulek. Maksymalny zasięg ostrzału tejże broni wynosi 50 km i na tym dystansie obarczony jest błędem na poziomie 1 km od celu w dowolnym kierunku. Pociski zostały wystrzelone z rejonu miejscowości Vojnić (niedaleko Slavsko Polje), który to znajduje się w maksymalnym zasięgu wyrzutni Orkan.

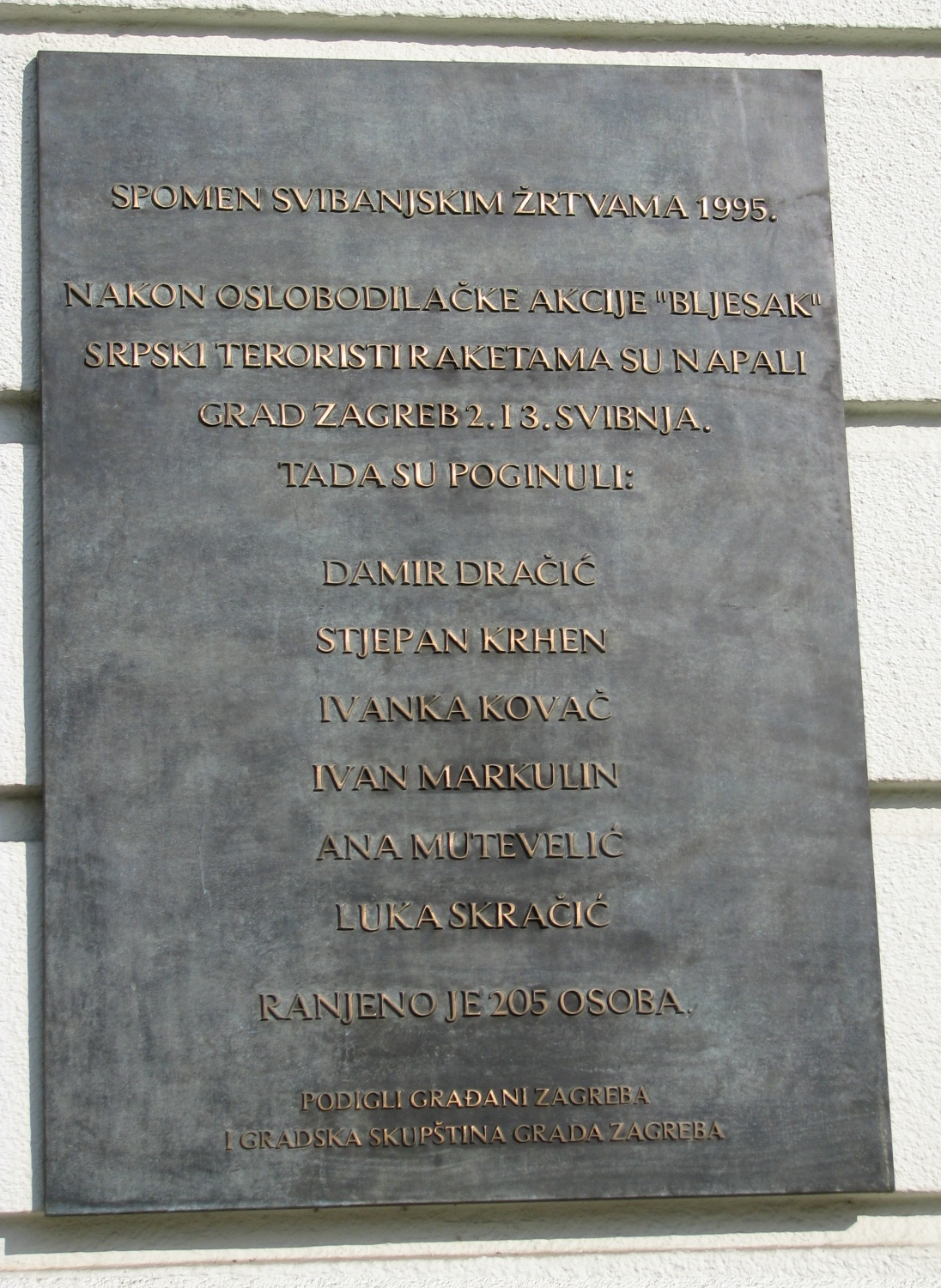
Tablica pamiątkowa poświęcona ofiarom ataku

## Następstwa
Milan Martić, dowódca Armii Republiki Serbskiej Krajiny, został 12 czerwca 2007 r. skazany przez Międzynarodowy Trybunał Karny dla byłej Jugosławii na 35 lat pozbawienia wolności, m.in. za wydanie rozkazu przeprowadzenia ataku rakietowego na obiekty cywilne w Zagrzebiu 2 i 3 maja 1995 r. Martić przyznał się do niego 5 maja 1995 r. Podczas wywiadu radiowego powiedział: „Ten rozkaz wydałem osobiście, jako odwet na Franjo Tuđmanie i jego otoczeniu za wydanie polecenia do rozpoczęcia agresji wobec Zachodniej Slawonii”. Od 2009 r. Martić odsiaduje wyrok w estońskim więzieniu.
W 2011 r. MTK dla byłej Jugosławii skazał również, na 27 lat pozbawienia wolności, Momčilo Perišicia – generała Jugosłowiańskiej Armii Ludowej, za przyczynienie się do zbrodni wojennych tj. atak rakietowy na Zagrzeb. W lutym 2013 r. wyrok ten został jednak, na skutek apelacji, zmieniony, a Perišić uniewinniony od wszystkich zarzutów.